# Club MTV
A Club MTV a Paramount Global által üzemeltetett 24 órában sugárzó elektronikus tánczenei csatorna, mely MTV Dance néven indult 2001. április 20-án. A csatorna dance, house, trance, rave, eurodance, és urban zenéket játszik.
2025 nyarán bejelentették, hogy év végén megszűnik, ez érinti a többi MTV csatornát is.

## Kezdetek
A csatorna Európa-szerte elérhető előfizetéses műholdas és digitális szolgáltatás keretében az alábbi országokban: Németország, Svájc, Ausztria, Hollandia, Portugália, Izrael, Lengyelország, Norvégia, Svédország, Finnország, Dánia, Szlovénia, Horvátország, Szerbia, Bosznia-Hercegovina, Montenegró, Románia, Moldova, Törökország, Ukrajna, Csehország, Szlovákia, Magyarország, Izland, Olaszország, Málta és számos más országban. A csatorna 2006-tól 16:9-es formátumban is sugározza műsorait.

## Koncepció és bővítés
A csatorna eredetileg éjszakai blokként indult 2001-ben az Egyesült Királyságban, a már megszűnt MTV Extrán, majd később mint önálló zenecsatorna folytatta műsorát, kezdetben osztott műsoridőben a Nick Jr. csatornával, mely minden este 19:00-06:00 között volt vehető. A csatorna végül 2002. augusztus 13-án kezdte meg önálló 24 órás műsorát, és 2008-tól Európa-szerte terjesztették. 2014-ben külön európai adást kapott, vagyis az MTV Dance UK-t felváltotta az MTV Dance Europe (két társadója, az MTV Hits, és az MTV Rocks szintén külön európai adást kapott). Ezeknek az adásoknak közös tulajdonsága, hogy az Egyesült Királyságban és Írországban nem elérhetőek (ezekben az országokban továbbra is a brit adás fogható), illetve nem sugároznak reklámokat. 2017. április 6-án vette fel régi formájában az utolsó arculatát, amelynek keretében a felirat mellett az MTV logó is a korábbi halványlila helyett sötétlilára változott, az inzertekben pedig hangsúlyos szerepet kaptak a csatorna tematikájára jellemző kiegészítők (pl. hangszóró, lemezjátszó, világító botok, csápoló karszalagos kezek). A brit adást 2018. május 23-án átnevezték Club MTV-re. 2020. június 1-én a pán-európai adás is felvette ezt a nevet. 2020. július 20-án a Viacom megszüntette a csatornát az Egyesült Királyságban az MTV Rocks-szal és az MTV OMG-vel együtt az alacsony nézettségre hivatkozva. 2021. július 1-én a csatorna sugárzása Oroszországban, és a FÁK-országokban megszűnt. 2021. szeptember 14-től új logót és arculatot kapott, az összes MTV-csatornával együtt. 2023. augusztus 1-jén a Club MTV ausztrál verziója megszűnt, és az európai Club MTV váltotta. 2025. április 14-én a csatorna újraindult az Egyesült Királyságban, felváltva az MTV Hits-et, műsora ugyanaz, mint az európai Club MTV-nek.

## Club MTV Magyarországon
2008. március 7-től megszűnt az MTV Base továbbítása hazánkban, így az MTV Networks régiónkban bevezette az MTV Dance csatornát, mely elsősorban az Antenna Digital és UPC Direct előfizetőit érintette, illetve azoknál a szolgáltatóknál is elérhető lett, ahol lehetőség volt több tematikus csatornát feltenni. Az MTV Base továbbítása így hivatalosan megszűnt, azaz a csatorna kivonult az országból. 2014. május 27-e óta Magyarországon is az európai adás látható. Magyarországon a Club MTV a Vodafone, Flip, valamint a Direct One kínálatában érhető el.

## Jelenlegi műsorok
- Big Tunes!
- Reload! Club Classics
- Club Caliente!
- Non-Stop Beats!
- Ultimate Rap & RnB
- Club MTV's Big 10
- Party Anthems!
- Weekend Party Anthems!
- Top 50
  - Calvin Harris: Hit 50!
  - David Guetta: Hit 50!
  - MTV's 50 Dance Collabs
  - MTV's 50 Dance Essentials
  - MTV's 50 Covers & Samples
  - Eurodance 50!
- Avicii: Remembering A Legend!
- Cascada Vs Basshunter
- Vengaboys vs Sash!
- 2 Unlimited X Snap X Black Box!
- 90s vs 00s vs 10s: Battle Of The Decades!
- Eurovision: The Club Hits!
- Swedish House Mafia: Together & Beyond!
- Kygo: Superstar DJ!

forrás: 

## Korábbi műsorok
- AM Rush
- After Dark
- All Time Anthems
- Big Weekend Tunes!
- Calvin Harris: Hottest Summer Superstar!
- Club Bangers
- Club MTV!
- Dance Anthems!
- Dance Doubles
- David Guetta: Hottest Summer Superstar!
- EDM Anthems
- Essential Mix
- I Got Mashed
- If Your Name's Not Down
- The Interactive Chart
- MTV Dance by Day
- MTV Dance by Night
- Reggaeton Beats
- S***hot Videos
- Sigala Vs Jonas Blue: Hottest Summer Superstars!
- Sunset Sessions
- The Comedown
- The Work Out Plan
- Top 10 At 10
- Videography
- Weekender
- Weekend Warm Up!
- Drum 'n' Bass Mondays
- The Chainsmokers Vs Alan Walker: Hottest Summer Superstars!
- Trance Tuesdays
- Electro Wednesdays
- House Thursdays
- Feelgood Friday
- Oblivion
- Hands Up 4!
  - Hands Up 4 Becky Hill!
- Top 50
  - 00s Eurodance: 50 Big Ones
  - Best R&B Collabs Ever!
  - Collabs Of The Decade...So Far
  - Dance Collabs Of The 00s!
  - Dance Collabs Of The 10s!
  - Encore 50 Fois! 90s Eurodance Hits
  - Eurodance of the 10s: Top 50
  - Pride Dance Party: Top 50!
  - Sun Is Shining: Ibiza Beach Party
  - We Love Ibiza: 50 Classics!
  - MTV's 50 Hip-Hop & RnB Essentials
  - 50 Stars Of R&B & Hip-Hop!
  - 50 Biggest Dance Hits Of 2024!
  - Biggest Dance From The Boys
  - 50 Legends Of Dance Music!
  - 50 Superstar DJs!
  - When Love Takes Over! 50 Loved-Up Dance Anthems
  - Diva Dance Vocals! Top 50
  - Collabs Of The Decade...So Far
  - 50 Dance Collabs Of The 10s!
- Top 20
  - 2024's Biggest R&B & Hip Hop
  - 20 Latino Stars!
- Ibiza Is Open! Non-Stop Bangerz!
- Ibiza Is Open! Non-Stop Beats!
- Eurovision Club Hits!
- Isle Of MTV Malta: 2024 Lineup!
- Isle of MTV: Malta 2024 Highlights
- Calvin Harris: VMA Winner!
- MTV VMA Winners: 2010-2023!
- EMA Winners 2010-2023
- Club MTV: 90s Vs 00s!
- Club MTV: 10s Vs 20s!
- Calvin Harris Vs David Guetta
- Avicii X Garrix X Marshmello
- Friday Club Feels
- Happy New Year From Club MTV!
- We Love!
  - Calvin Harris
  - David Guetta
  - Martin Garrix & Kygo
- Non-Stop Bangerz!
- Club Classics From The Girls!
- International Women's Day: Big Tunes!
- Ultimate RnB From The Girls!
- Dua x Ariana x Nicki
- Miami Ultra 2025: The Headliners!
- 100% Party Tunes!